# 130-as évek
Évszázadok: 1. század – 2. század – 3. század
Évtizedek: 80-as évek – 90-es évek – 100-as évek – 110-es évek – 120-as évek – 130-as évek – 140-es évek – 150-es évek – 160-as évek – 170-es évek – 180-as évek
Évek: 130 131 132 133 134 135 136 137 138 139

## Események
- Befejeződik a Hadrianus-fal építése Britannia provinciában.
- 132 és 135 között a második nagy zsidó-menekülés Palesztinából és Júdeából. A Római Birodalomban zsidó diaszpórák jönnek létre.

## Híres személyek
- Hadrianus római császár
- Antoninus Pius római császár (138-161)
- Hüginosz pápa (136-140?)